# Havre - Caumartin (métro de Paris)
Havre - Caumartin est une station des lignes 3 et 9 du métro de Paris, située dans le 9e arrondissement de Paris.

## Situation
La station est implantée à l'ouest du quartier de la Chaussée-d'Antin, à proximité de sa limite administrative avec le quartier de la Madeleine (lequel appartient au 8e arrondissement). Elle se trouve à l'intersection entre la rue de Caumartin et le boulevard Haussmann, et à une centaine de mètres à l'est du carrefour avec la rue du Havre au nord et la rue Tronchet au sud. Les quais sont établis :
- sur la ligne 3, sous l'extrémité de la rue Auber, à l'intersection avec la rue de Caumartin et la rue des Mathurins, selon un axe orienté nord-ouest/sud-est ;
- sur la ligne 9, sous le boulevard Haussmann, également au croisement de la rue de Caumartin, selon un axe approximativement orienté est-ouest.

La station de la ligne 3, située à l'aplomb du tunnel de la ligne A du RER, s'intercale entre les stations Saint-Lazare et Opéra (cette dernière étant précédée d'un raccordement de service avec la ligne 7, lequel s'embranche en pointe sur la voie en direction de Pont de Levallois - Bécon), tandis que celle de la ligne 9 est encadrée par les stations Saint-Augustin et Chaussée d'Antin - La Fayette.
Le tunnel de la ligne 12 entre les stations Saint-Lazare et Madeleine passe sous ceux des lignes 3 et 9 à l'ouest de la station Havre - Caumartin, sans toutefois desservir cette dernière.

## Histoire

### Mises en service
La station est ouverte le 19 octobre 1904 sous le nom de Caumartin avec la mise en service du premier tronçon de la ligne 3 entre Avenue de Villiers (aujourd'hui Villiers) et Père Lachaise.
Le 3 juin 1923, la station de la ligne 9 est ouverte à son tour avec l'inauguration de son troisième prolongement depuis le terminus provisoire de Saint-Augustin jusqu'à Chaussée d'Antin - La Fayette. L'ensemble prend sa dénomination actuelle de Havre - Caumartin en 1926.
Le 23 novembre 1971, la station est mise en correspondance avec la nouvelle gare d'Auber du Métro régional, embryon de l'actuelle ligne A du RER qui naît officiellement le 8 décembre 1977. Par l'intermédiaire de celle-ci, elle communique également avec la station Opéra des lignes 3, 7 et 8.
Le 14 juillet 1999, la station est reliée à la gare d'Haussmann - Saint-Lazare sur la ligne E du RER, mise en service le jour même, ce qui permet également une correspondance indirecte avec la station Saint-Lazare sur les lignes 3, 12 et 13 (rejointes par la ligne 14 le 9 décembre 2003, elle-même reliée à la station Saint-Augustin de la ligne 9), et, via ce dernier pôle, à la gare de Paris-Saint-Lazare.

### Origine des noms
La station doit sa dénomination initiale de Caumartin à son implantation au croisement de la rue de Caumartin, laquelle rend hommage au marquis de Saint-Ange, Antoine-Louis Lefebvre de Caumartin (1725-1803), prévôt des marchands de Paris au XVIIIe siècle et lui-même à l'origine d'une partie du tracé de la rue précitée, dont il autorisa le percement le 3 juillet 1779.
Le toponyme du Havre, rajouté en 1926, souligne la proximité de la station avec la rue du Havre. Cette dernière porte le nom de la ville du Havre (Seine-Maritime) de par son débouché au fronton de la gare de Paris-Saint-Lazare, sur la place du Havre face à la cour du Havre, rappelant ainsi l'une des principales destinations ferroviaires de la gare précitée qui donne accès à la région Normandie.

### Modernisations
Dans les années 1960, les quais de la ligne 3 bénéficient d'une première modernisation par la mise en place d'un carrossage métallique sur les piédroits, avec des montants horizontaux verts, des bancs de même couleur ainsi que des cadres publicitaires dorés, éclairés par le haut. Cet aménagement, alors largement utilisé sur le réseau en tant que moyen de rénover les stations rapidement et à moindre coût, a ici la particularité d'être vertical et non courbé comme dans les stations à voûte elliptique, à l'inverse de celui d'autres stations à couverture métallique qui est également incurvé malgré les murs verticaux, ceci afin d'adoucir un environnement visuel alors jugé très austère.
À l'occasion de la mise en service de la gare d'Auber du Métro régional (préfigurant l'actuelle ligne A du RER) en 1971, la station fait l'objet d'un profond remaniement : une nouvelle salle d'échanges est aménagée sur deux niveaux au-dessus des quais de la ligne 9, tandis que les couloirs existants sont modernisés dans le même style que la gare du RER, avec la pose de pastilles d'émaux sur les piédroits, blanches ou bleues selon les surfaces (les blanches étant complétées de pastilles rouges dessinant de larges paires de flèches). D'autres couloirs autour du hall d'accueil sont traités en carrelage blanc plat posé verticalement et aligné en colonnes, tandis des petits carreaux blancs plats et fins sont posés à proximité du comptoir de vente, implanté au niveau inférieur de la salle de distribution. Ces nouveaux aménagements opèrent une première rupture avec les carreaux en céramique blancs biseautés d'origine, considérés comme démodés au-delà de la Seconde Guerre mondiale.
En parallèle, le style décoratif « Mouton-Duvernet », caractérisé par son carrelage orange plat tranchant radicalement avec le blanc dominant de l'origine du métro,, est adopté sur les quais de la ligne 9. Cette dernière modernisation entraîne la disparition des faïences biseautées originelles dans le style d'entre-deux-guerres de l'ex-CMP, décoration caractérisée par des cadres publicitaires de couleur miel à motifs végétaux et le nom de la station incorporé dans la céramique murale. Celui-ci est dorénavant matérialisé par des lettres capitales blanches en relief fixées à même le mur, caractéristiques du style « Mouton », lesquelles disparaîtront dans le courant des années 2000 au profit de plaques émaillées ordinaires.
La station de la ligne 3 perd quant à elle son carrossage publicitaire dans le courant des années 1980 au profit d'une décoration de style « Andreu-Motte », de couleur jaune orangé avec le remplacement du carrelage blanc biseauté d'origine par de grands carreaux blancs plats en l'occurrence. Depuis lors, Havre - Caumartin est une des rares stations « historiques » du réseau où la traditionnelle faïence blanche biseautée, typique des origines du métro de Paris, a presque entièrement disparu dans l'ensemble des espaces voyageurs (hormis très localement sur les quais de la ligne 9).

### Fréquentation
Selon les estimations de la RATP, la station a vu entrer 8 277 127 voyageurs en 2019, ce qui la place à la 25e position des stations de métro pour sa fréquentation. En 2020, avec la crise du Covid-19, son trafic annuel tombe à 3 899 956 voyageurs, la reléguant alors au 29e rang, avant de remonter progressivement en 2021 avec 5 894 982 entrants comptabilisés, ce qui la classe à la 21e position des stations du réseau pour sa fréquentation cette année-là.

## Services aux voyageurs

### Accès
La station dispose de quatre accès débouchant sur le boulevard Haussmann, constitués pour chacun d'un escalier fixe agrémenté d'un mât avec un « M » jaune inscrit dans un cercle et d'une balustrade sobre en acier peint en vert (modèles apparus après la Seconde Guerre mondiale) :
- l'accès no 1 « Rue du Havre » débouchant au droit du grand magasin Le Printemps, au no 70 du boulevard ; 48° 52′ 25″ N, 2° 19′ 40″ E
- l'accès no 2 « Boulevard Haussmann - Grands Magasins » se trouvant également face au Printemps mais au no 56 ; 48° 52′ 25″ N, 2° 19′ 43″ E
- l'accès no 3 « Rue Auber » se situant au droit du no 53 du boulevard ; 48° 52′ 25″ N, 2° 19′ 40″ E
- l'accès no 4 « Rue de Caumartin » débouchant face au no 43 du boulevard. 48° 52′ 24″ N, 2° 19′ 43″ E

Accès à la station
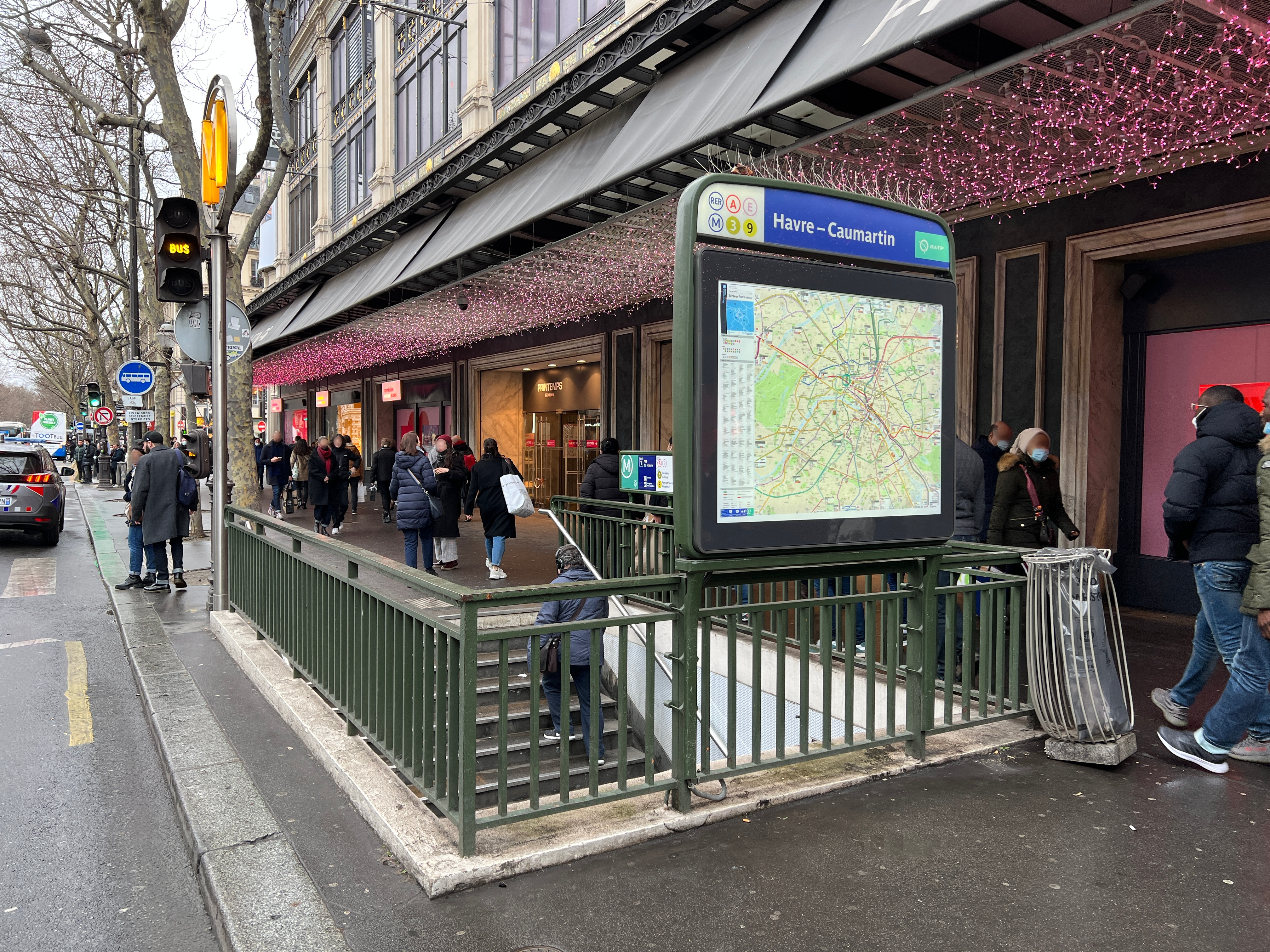
L'accès no 1, « Rue du Havre », au droit du Printemps Haussmann.
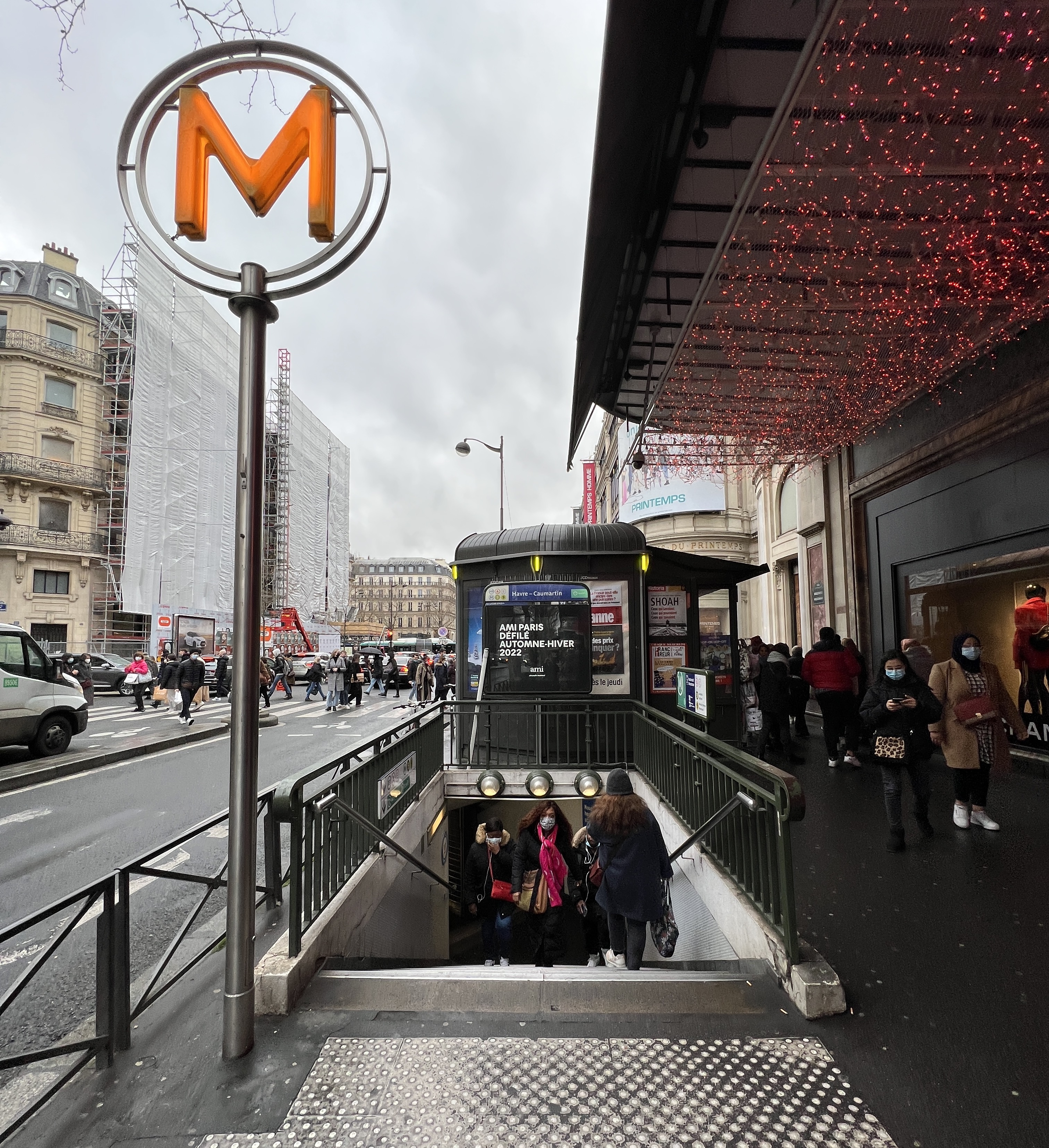
L'accès no 2, « Boulevard Haussmann ».
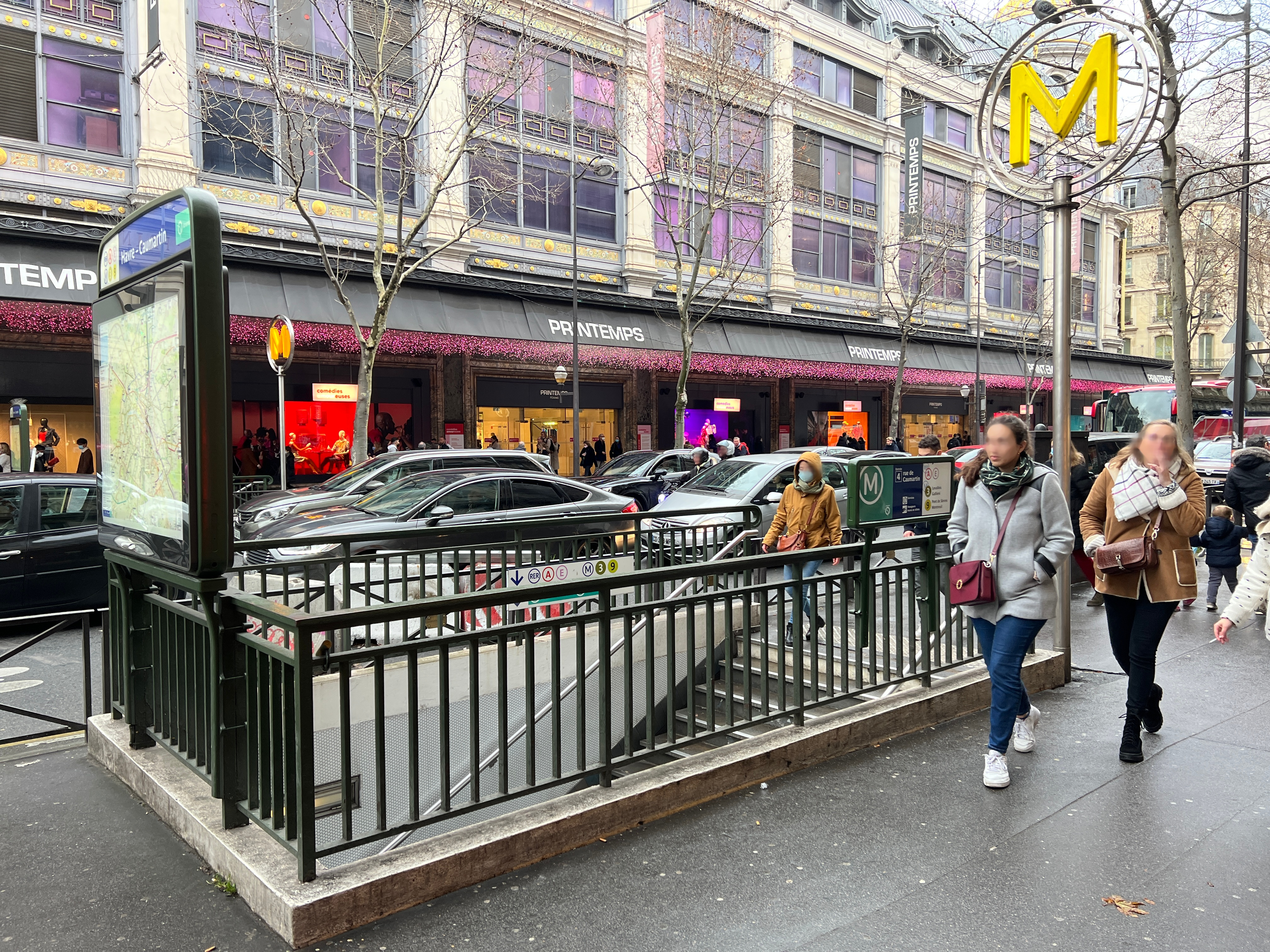
L'accès no 3, « Rue Auber » et le Printemps Haussmann au second plan.
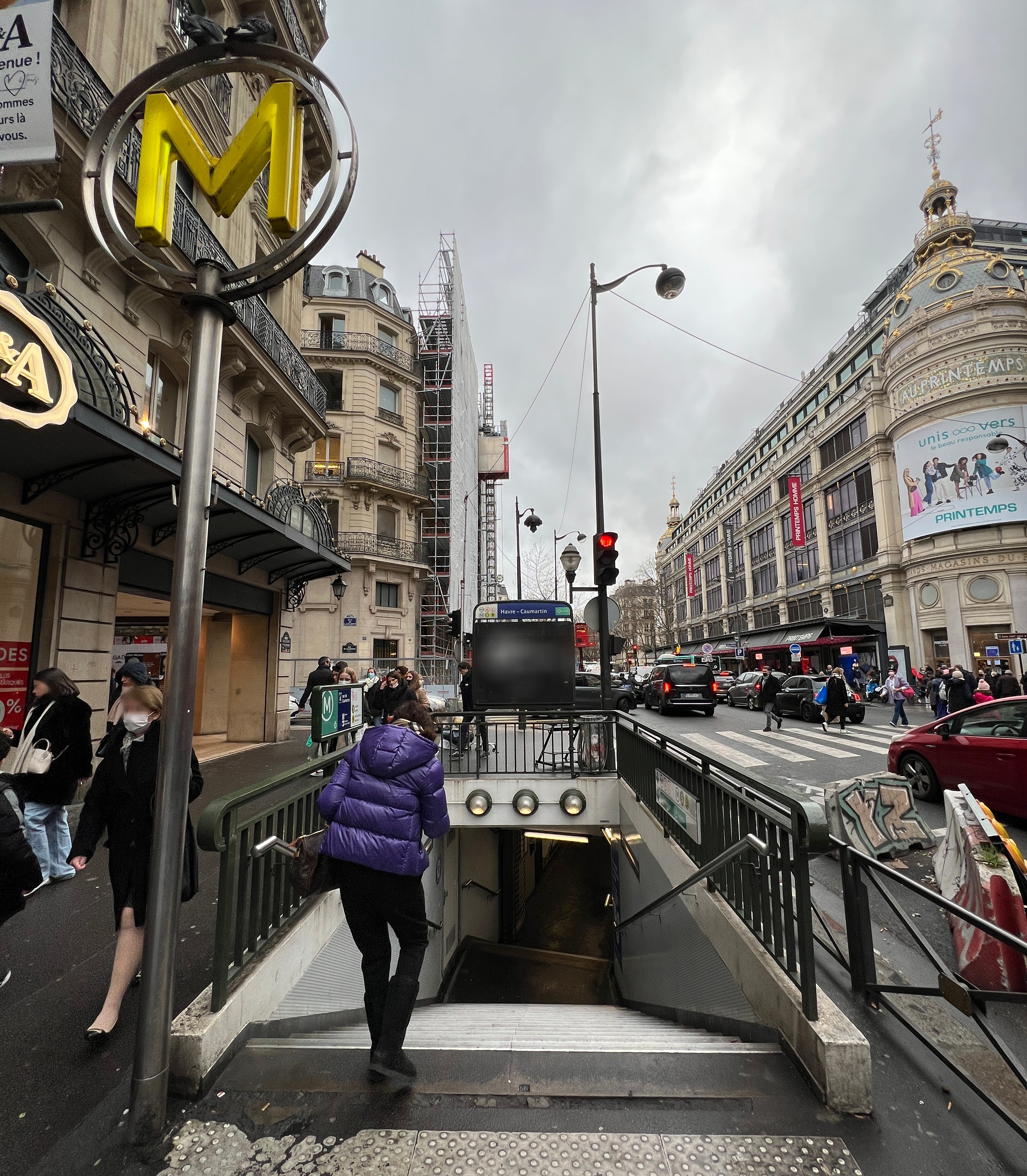
L'accès no 3, « Rue de Caumartin ».

L'ensemble des accès s'ouvrent sur une mezzanine surplombant la salle de distribution, elle-même aménagée au-dessus des quais de la ligne 9. Selon le style typiques des années 1970, les garde-corps au niveau supérieur sont dotés de cadres publicitaires sur la face extérieure à la mezzanine.

Hall d'accueil de la station
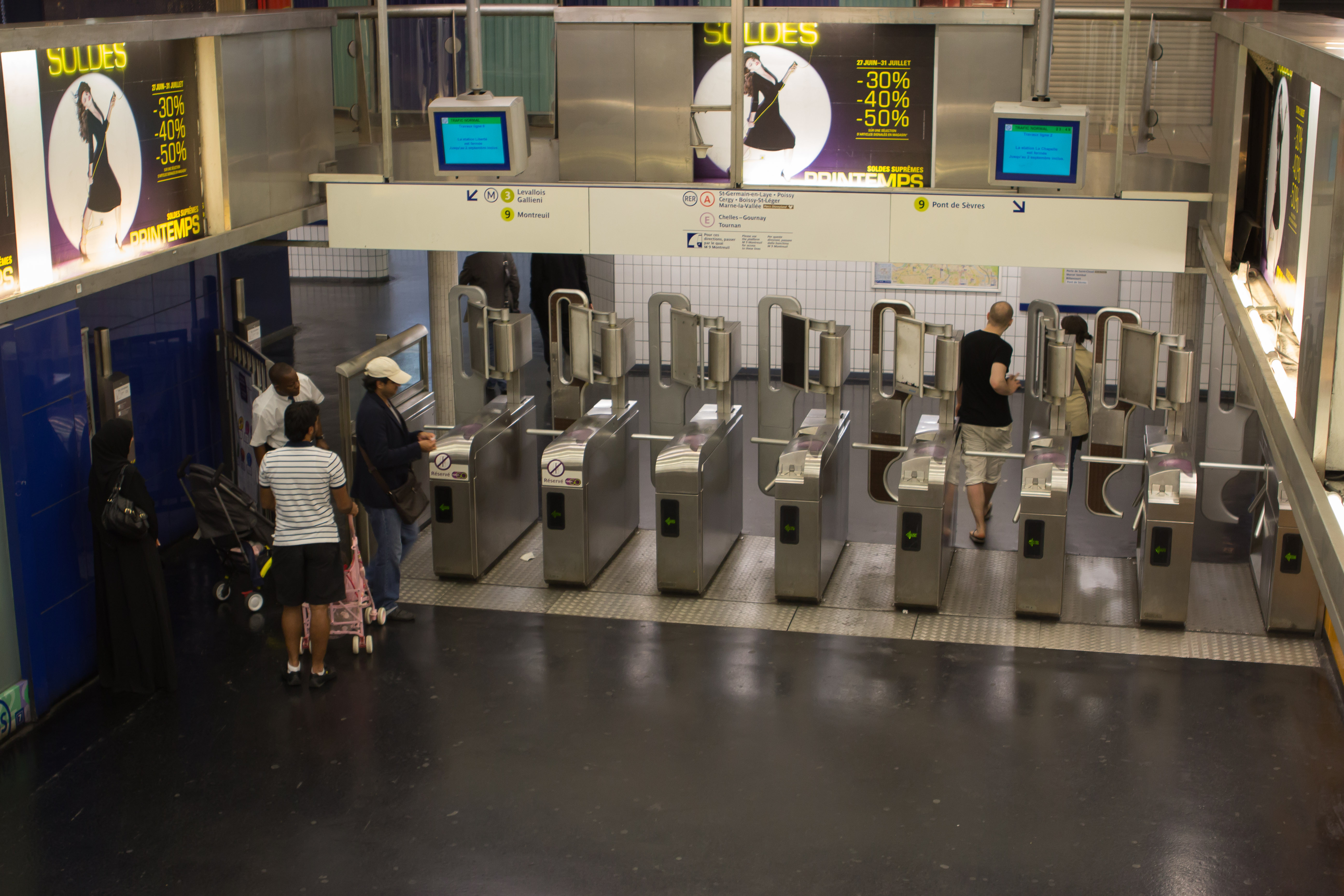
Les portiques de validation, vus depuis la mezzanine.
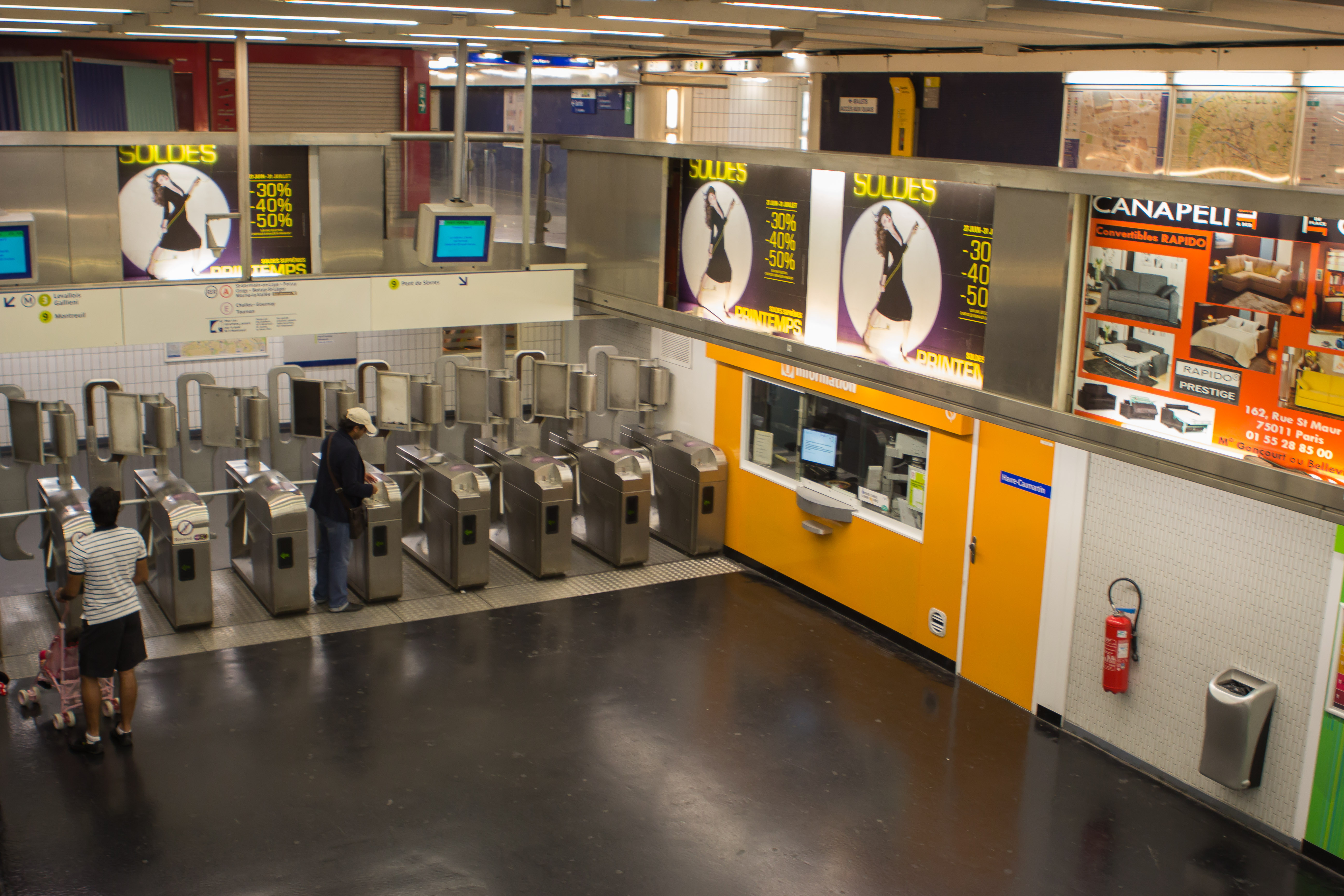
Vue générale du hall d'accueil depuis le niveau supérieur.
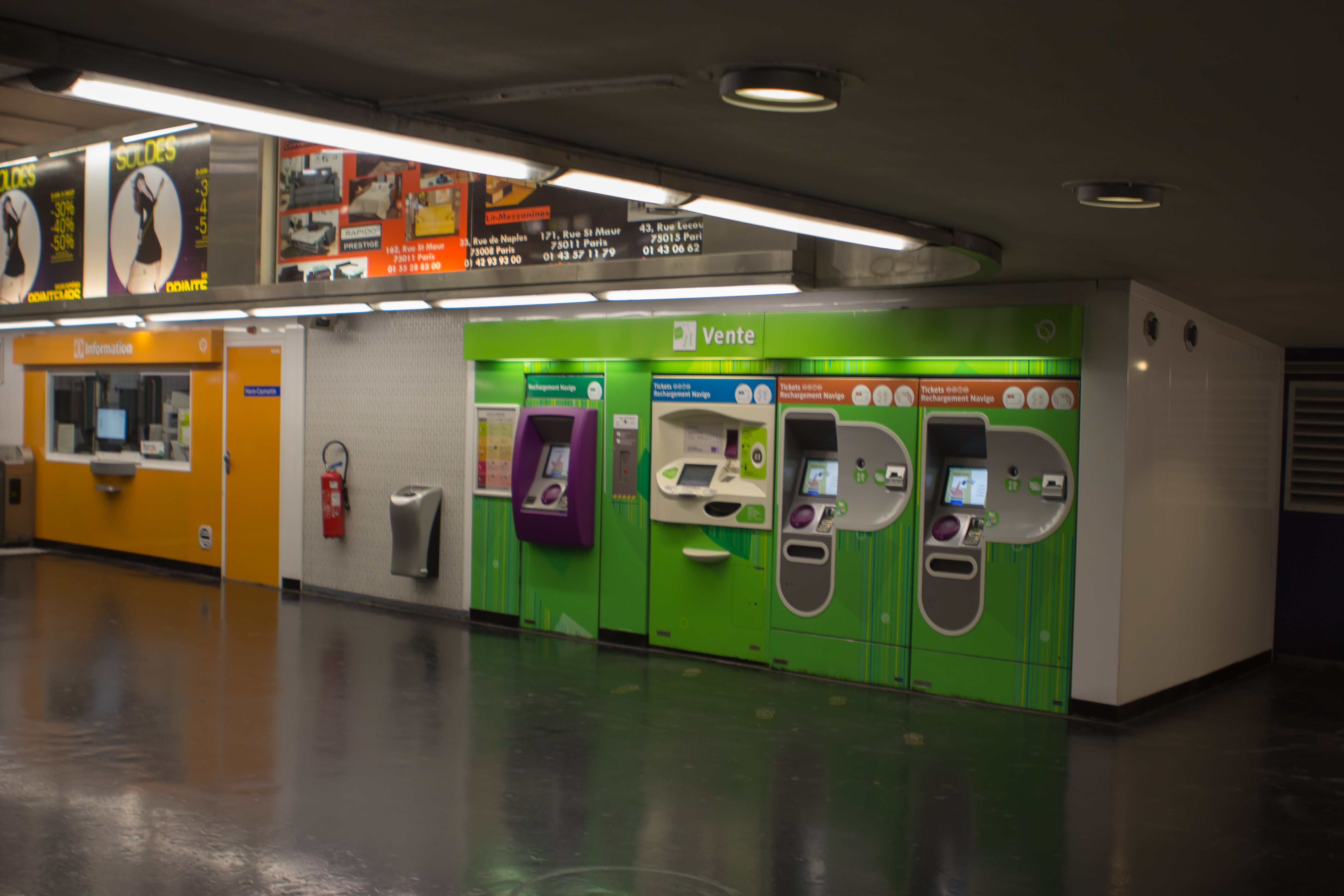
Les automates de vente au niveau inférieur de la salle.

Des pastilles d'émaux, blanches ou bleues selon les surfaces, recouvrent les piédroits de la majorité des couloirs de la station, les blanches étant complétées de pastilles rouges dessinant de larges paires de flèches dans les passages à sens unique. Cette décoration, commune avec la gare d'Auber mitoyenne (sur la ligne A du RER), existait également dans les couloirs de la station voisine Opéra (lignes 3, 7 et 8) jusqu'en 2007.

### Quais
Les quais des deux lignes, d'une longueur conventionnelle de 75 mètres, sont de configuration standard pour le métro de Paris : au nombre de deux par point d'arrêt, ils sont séparés par les voies du métro situées au centre.
Ceux de la ligne 3 sont établis à fleur de sol : le plafond, supportant la chaussée en surface, est ainsi constitué d'un tablier métallique dont les poutres, peintes en jaune orangé, sont elles-mêmes soutenues par des piédroits verticaux et reliées entre elles par des cornières, lesquelles portent des voûtains en briques peints en blanc. La décoration est de style « Andreu-Motte » avec deux rampes lumineuses de même teinte que la couverture métallique, des banquettes, tympans et piédroits recouverts de grands carreaux plats blancs en grès étiré, ainsi que des sièges « Motte » de couleur jaune disposés sur les banquettes précitées. Les publicités sont dépourvues de cadres et le nom de la station est inscrit en police de caractères Parisine sur des plaques émaillées, dont les dimensions en hauteur reprennent celles des rangées de carrelage horizontales sur lesquelles elles sont fixées.

Quais de la ligne 3
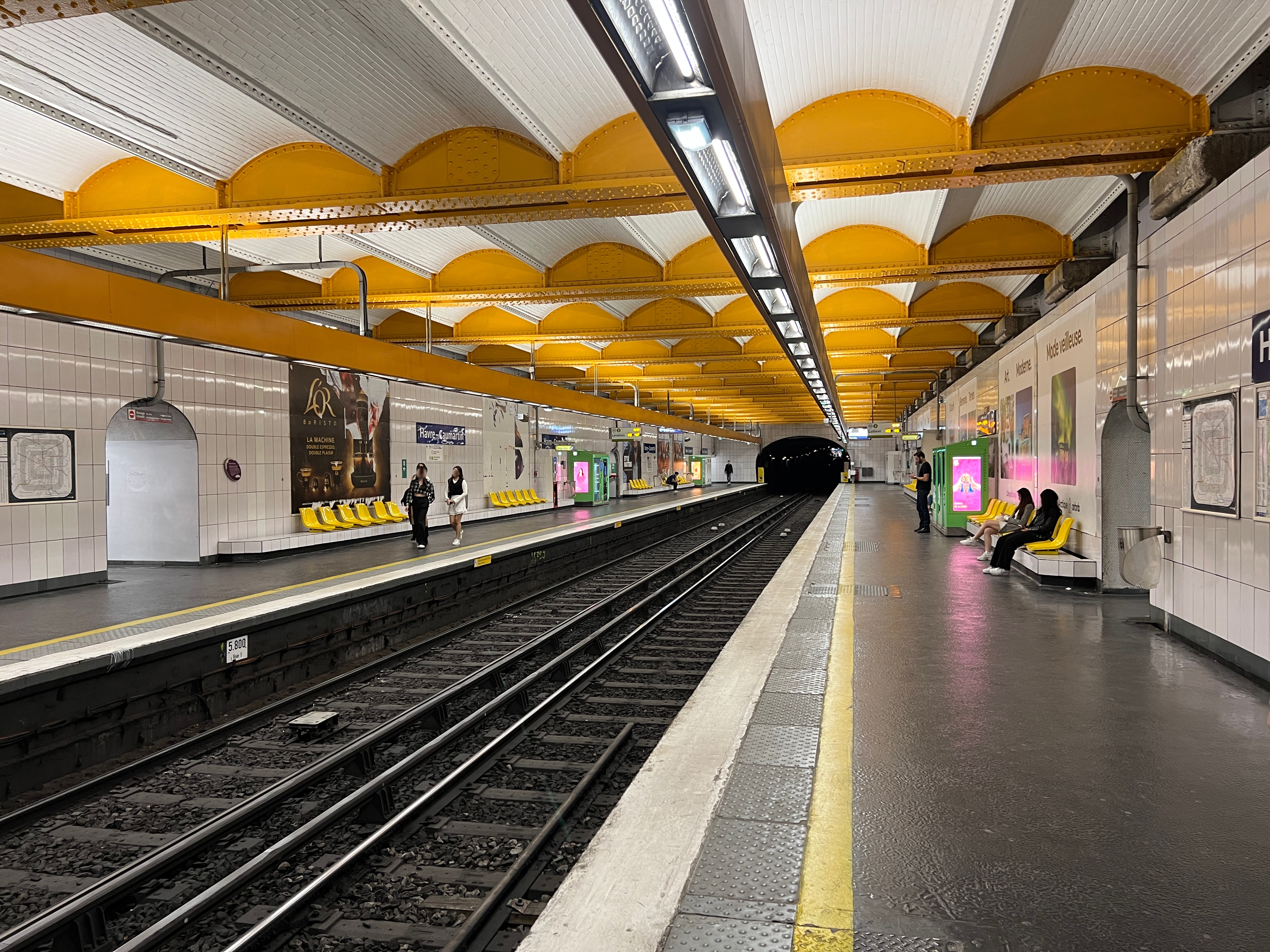
Vue d'ensemble des quais en direction de Gallieni.
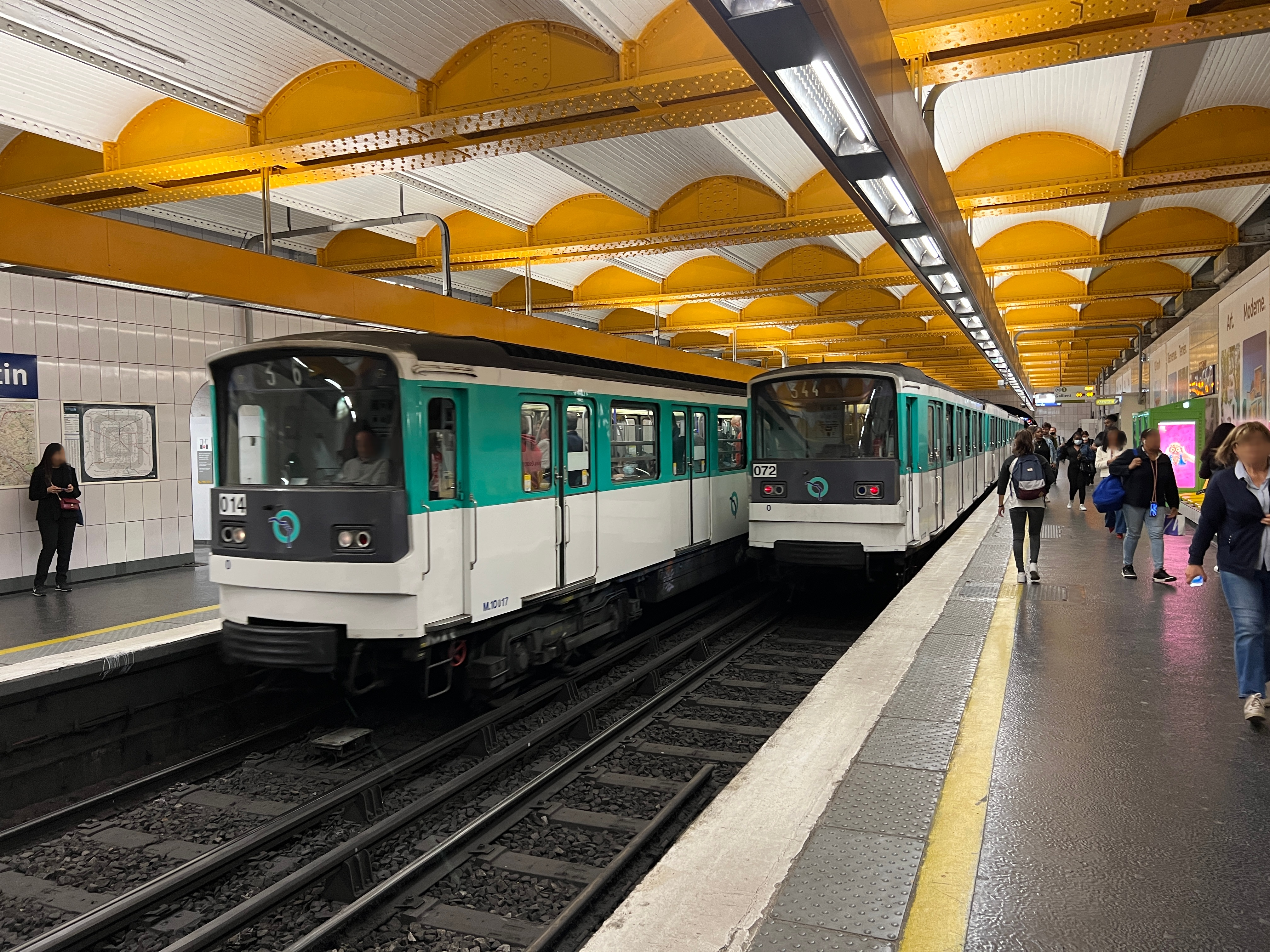
Croisement entre deux rames MF 67 rénovées.
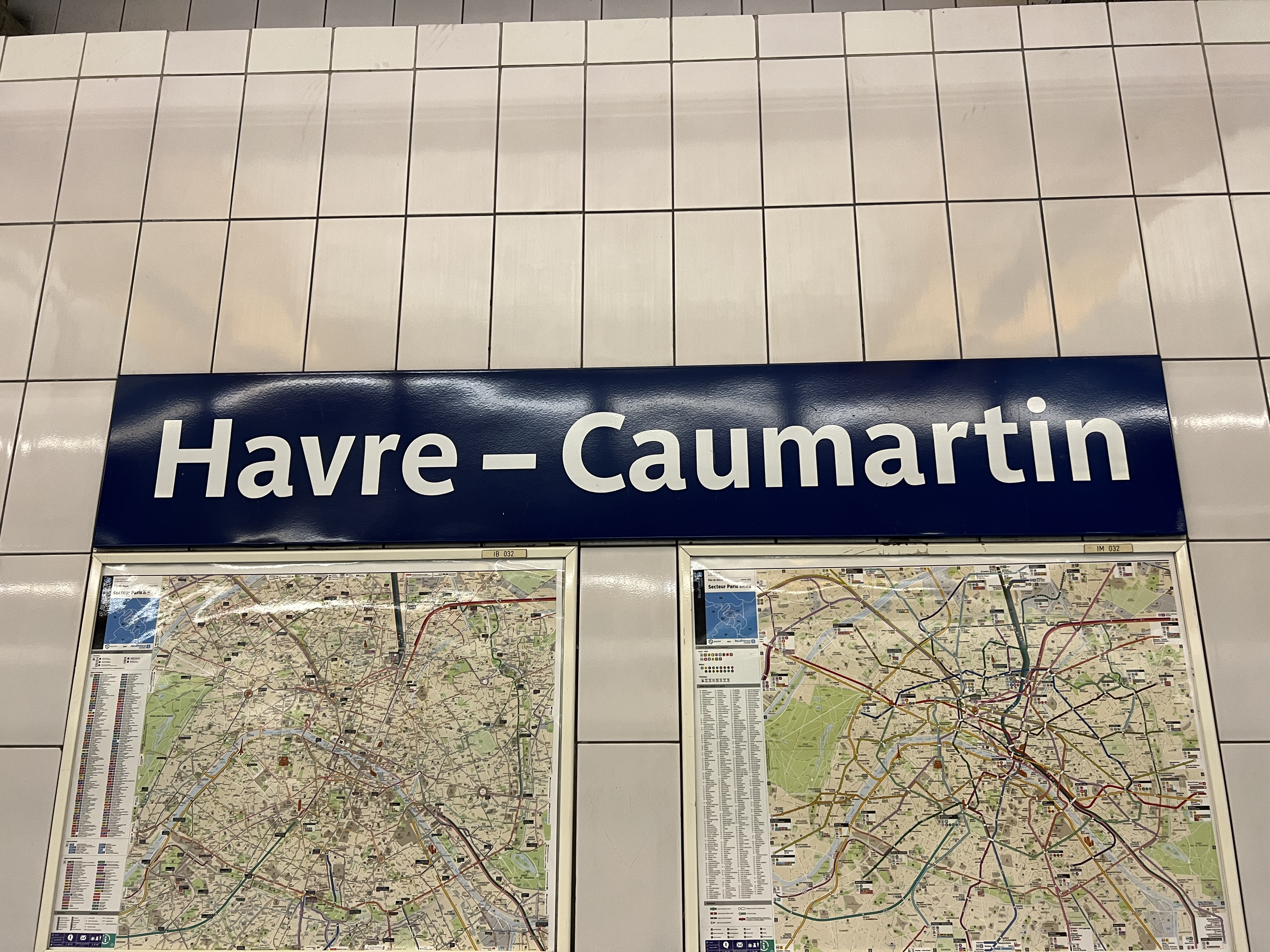
Plaque émaillée indiquant le nom de la station.

Les quais de la ligne 9, établis à plus grande profondeur et en très légère courbe, possèdent une voûte elliptique et sont parmi les derniers du réseau à avoir conservé une décoration dans le style « Mouton-Duvernet », avec des piédroits recouverts de carreaux plats à deux tons d'orange vif, posés horizontalement et alignés d'une rangée à l'autre, ainsi que des bandeaux d'éclairage orange plats caractéristiques de ce type d'aménagement (dorénavant dépourvus de leurs vasques d'origine). Les tympans sont agrémentés de carreaux blancs plats, également posés horizontalement et alignés, tandis que la voûte est peinte en bordeaux. Du carrelage blanc biseauté classique recouvre également une ouverture dans le piédroit du quai en direction de Mairie de Montreuil, correspondant à l'entrée d'un local technique. Les cadres publicitaires sont métalliques et le nom de la station figure en typographie Parisine sur des plaques émaillées (lesquelles se sont substituées aux lettres capitales blanches en relief d'origine, typiques du style « Mouton »). Les sièges de style « Motte » sont de couleur orange également afin de s'harmoniser avec la teinte dominante de la décoration.

Quais de la ligne 9
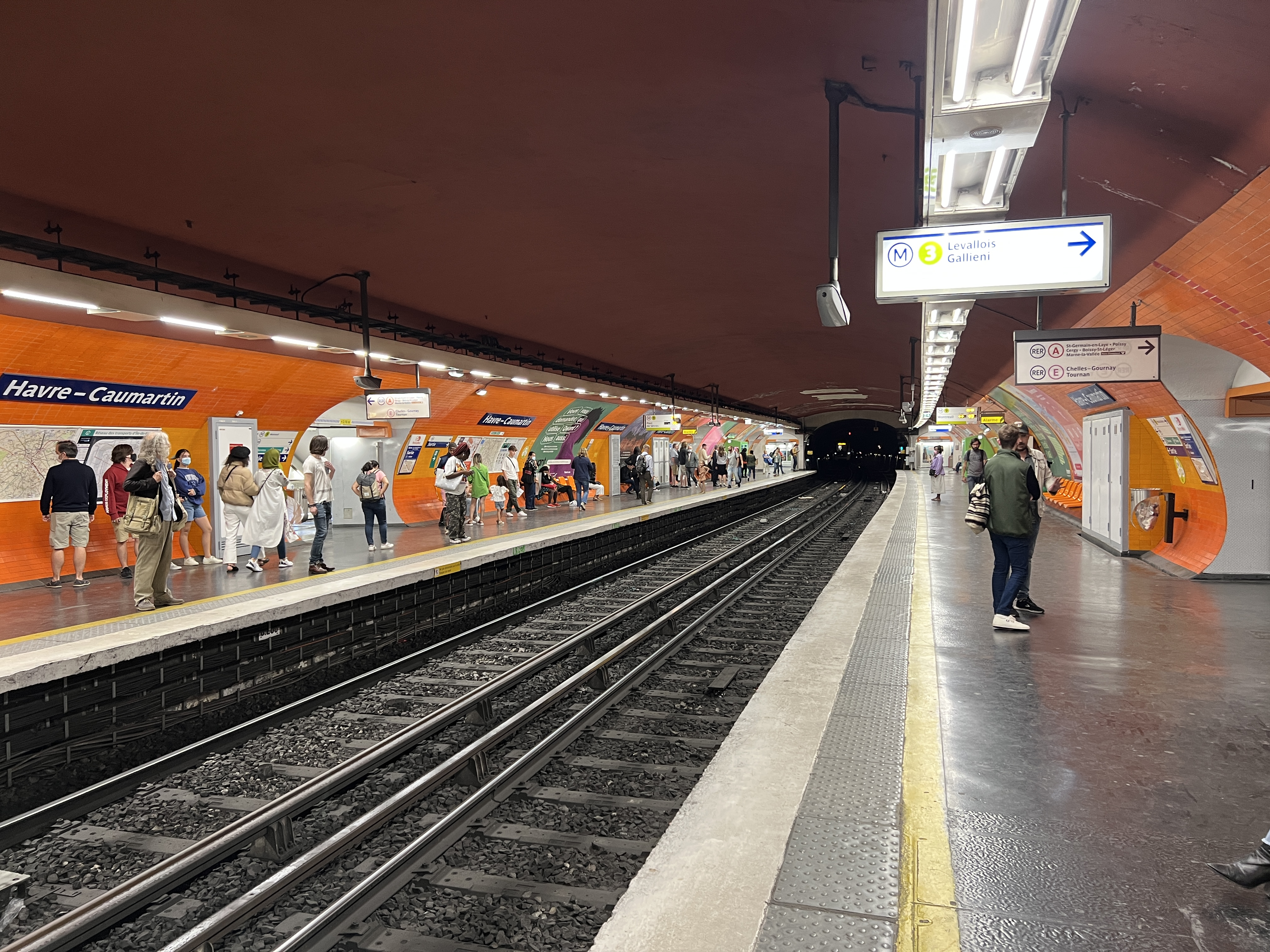
Vue des quais en direction de Mairie de Montreuil.
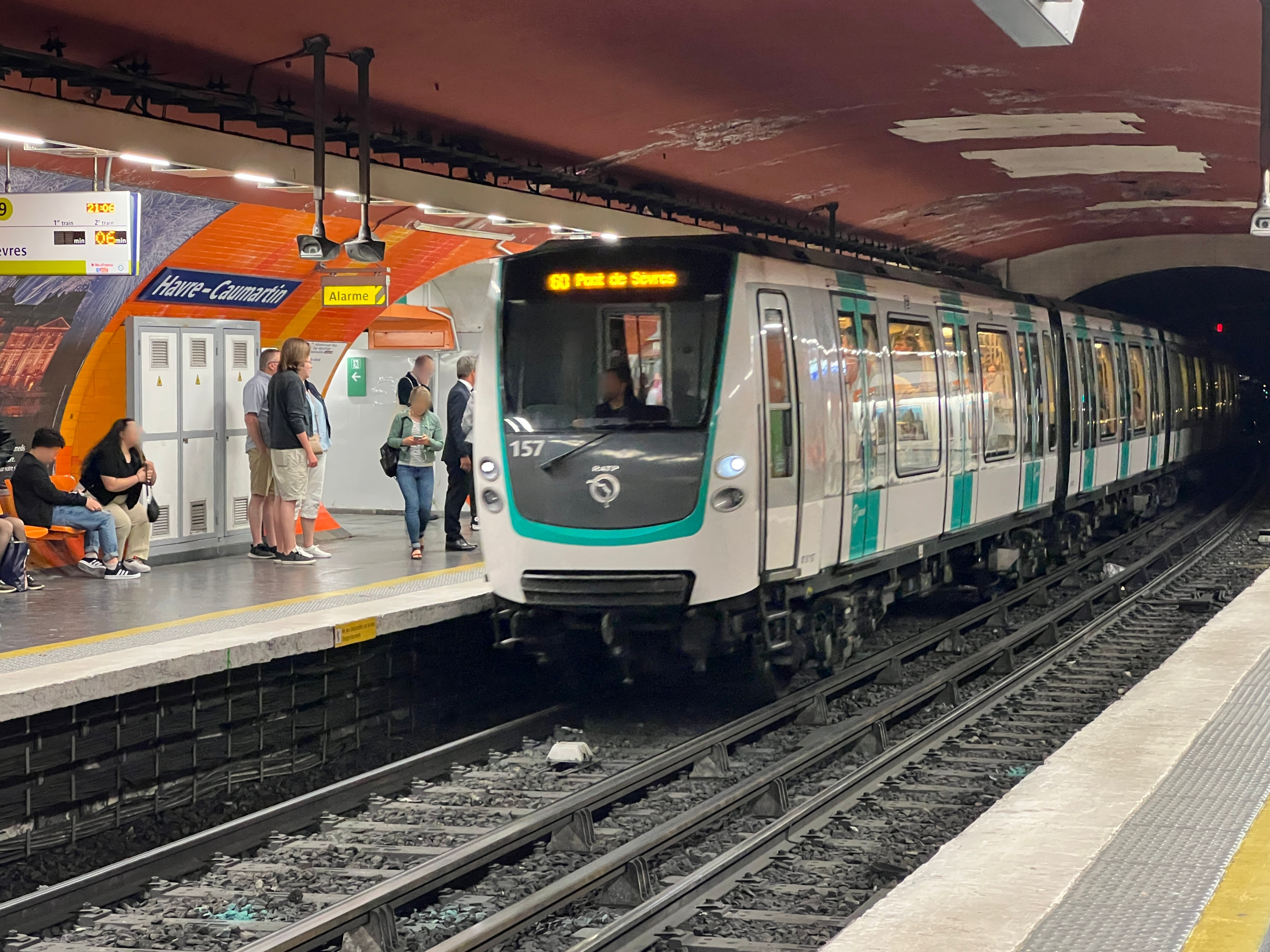
Rame MF 01 entrant en station en direction de Pont de Sèvres.
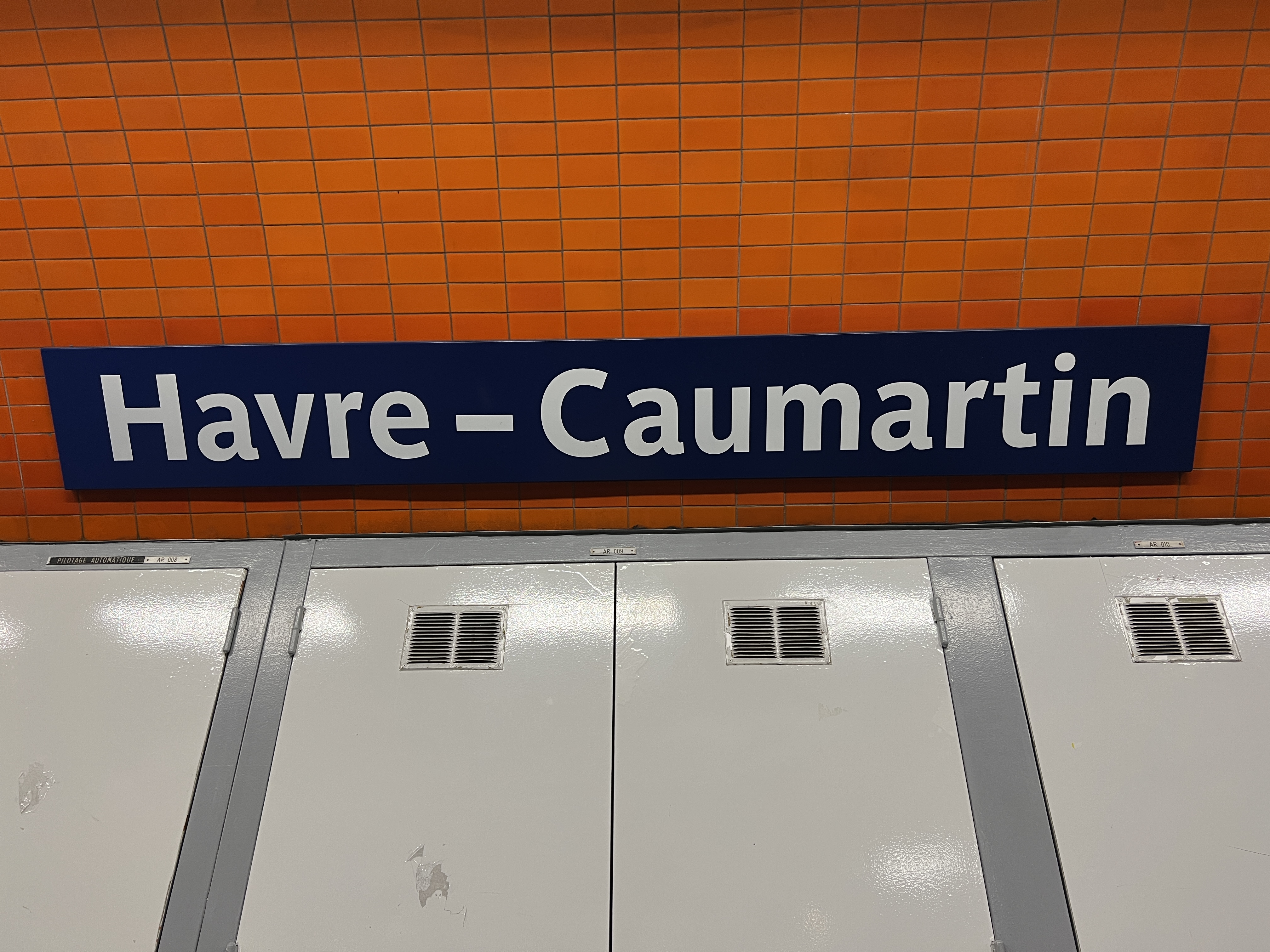
Plaque nominative de la station en tôle émaillée.

### Intermodalité

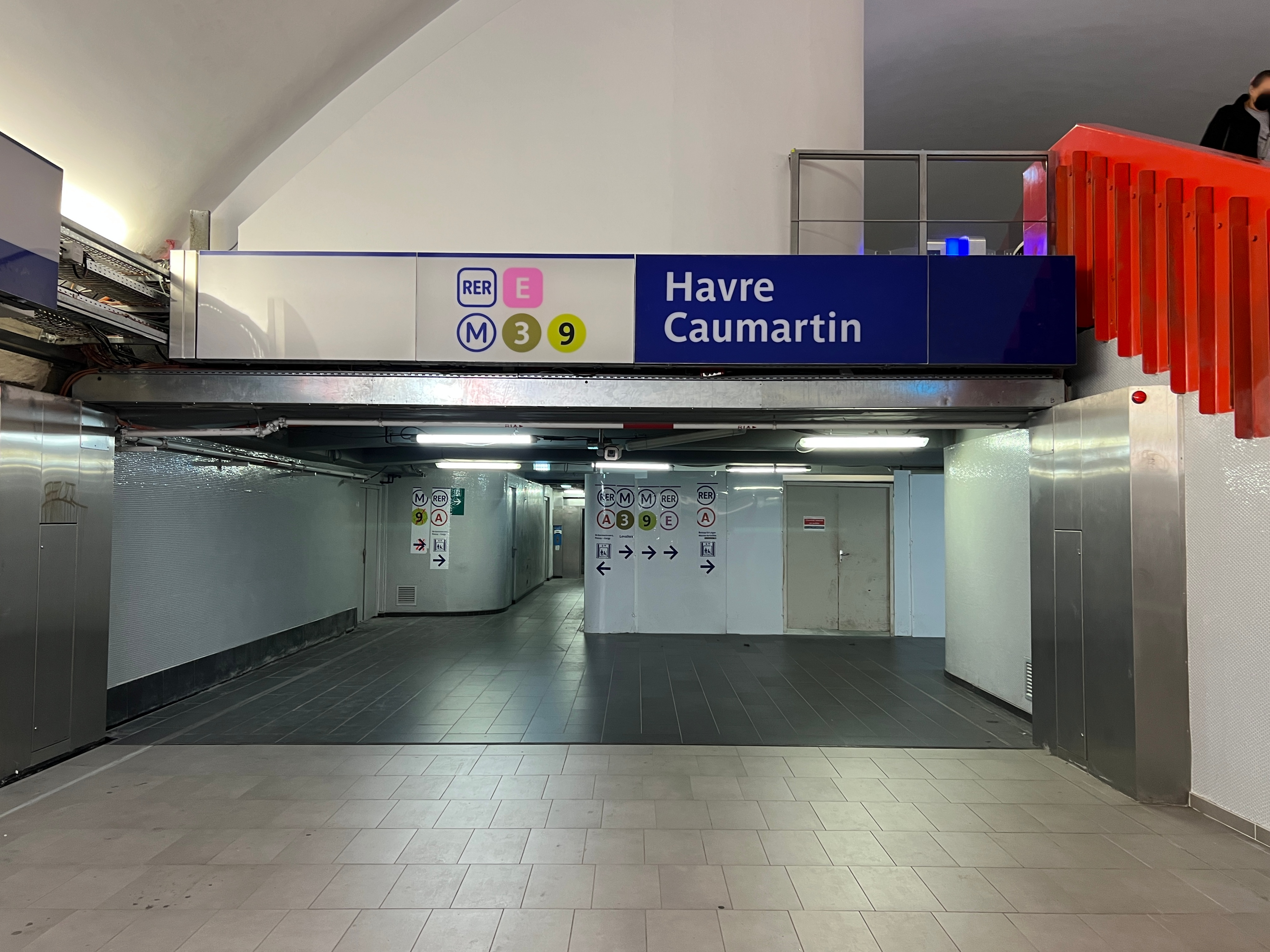
Le couloir faisant l'intermodalité entre la gare d'Auber du RER A et la station de métro Havre - Caumartin.

La station est en correspondance directe avec les gares d'Auber et d'Haussmann - Saint-Lazare, desservies respectivement par les lignes A et E du RER. La première communique également avec la station Opéra (lignes 3, 7 et 8), tandis que la seconde est directement reliée à la station Saint-Lazare (lignes 3, 12, 13 et 14) et, par l'intermédiaire des quais de la ligne 14, à la station Saint-Augustin (ligne 9).
Havre - Caumartin est ainsi incorporée à la plus longue liaison piétonne souterraine du métro de Paris, laquelle relie Saint-Augustin à Opéra en connectant plusieurs stations de métro et gares du RER entre elles par divers couloirs. Cette jonction donne également accès à la gare de Paris Saint-Lazare, laquelle constitue le point de départ des lignes J et L du Transilien qui desservent respectivement le nord-ouest et l'ouest de la région Île-de-France, ainsi que des TER Normandie qui donnent accès à la région Normandie.
En outre, la station est desservie par les lignes 20, 21 (en direction de Stade Charléty uniquement), 27, 29, 32, 66, 95 et RoissyBus du réseau de bus RATP et, la nuit, par les lignes N15 et N16 du réseau de bus Noctilien.

## À proximité
- Printemps Haussmann
- Église Saint-Louis-d'Antin
- Passage du Havre
- Lycée Condorcet
- Sous-station Opéra
- Théâtre des Mathurins
- Théâtre Michel
- Théâtre de l'Athénée Louis-Jouvet
- Théâtre Édouard-VII
- Musée du Parfum